# Władysław Świątecki (físico)
Władysław J. (Wladek) Świątecki (22 de abril de 1926 - 30 de septiembre de 2009) fue un físico teórico y nuclear polaco, uno de los primeros defensores de la isla de estabilidad de los transactínidos, y que además demostró que aparece en una fórmula masiva influida por la presencia del modelo de capas del núcleo. También es conocido por varias otras contribuciones a la investigación de la estructura nuclear.

## Semblanza
Świątecki nació en París en 1926. Su padre, también llamado Władysław Świątecki, fue inventor y aviador. Vivió en Polonia con su familia hasta septiembre de 1939, cuando escaparon a Francia después de la invasión de Polonia y el inicio de la Segunda Guerra Mundial, solo para huir nuevamente a Inglaterra en mayo de 1940.
Continuó su educación en Inglaterra, y en 1945 y 1946 se graduó respectivamente en física y en matemáticas. En 1950, bajo la dirección de Rudolf Peierls, obtuvo su doctorado en física por su tesis titulada "La energía superficial de los núcleos".
Después de completar su educación, trabajó en varios laboratorios de física nuclear en Escandinavia, antes de establecerse en el Laboratorio Nacional Lawrence Berkeley en 1957. Permaneció en el Instituto Niels Bohr de Copenhague durante tres años, y a continuación pasó otros tres años en Upsala, en el Instituto Gustav Werner, y finalmente un año en la Universidad de Aarhus. En Berkeley, Świątecki trabajó extensamente en física nuclear y continuó haciéndolo incluso después de su jubilación formal en 1991.
Murió en su casa en 2009, debido a un cáncer de páncreas. Dejó 5 hijos y 8 nietos.

## Investigación
Świątecki fue un pionero en varias áreas de la física nuclear, incluidos los estudios de la fisión nuclear de elementos superpesados, el modelo de capas nuclear, y el desarrollo de una fórmula de masas semiempírica. Aunque la formulación original del modelo de capas nuclear es anterior, Świątecki y Gertrude Scharff Goldhaber del Laboratorio Nacional de Brookhaven calcularon que pueden existir "números mágicos" de protones y neutrones para algunos elementos superpesados y conferir estabilidad adicional, cuya semivida estimada oscilaba entre minutos y millones de años. En 1966, junto con William Myers y Heiner Meldner, desarrolló un modelo que reveló un aumento en la altura de la barrera de fisión para los núcleos centrados alrededor del número atómico 114, lo que sugiere la posibilidad de estabilizar los efectos de las capas en esa región. Aunque se propusieron varias otras regiones similares, incluida una alrededor del unbihexio ya en 1957, Świątecki y Myers determinaron que la ley de Coulomb desplazaría el cierre de la capa de protones a Z = 114. Con este trabajo, la teoría de una "isla de "estabilidad" para los nucleidos superpesados ganó popularidad y motivó experimentos que buscaron tales nucleidos en las décadas siguientes.
Además de su predicción de la isla de estabilidad, las contribuciones de Świątecki llevaron a nuevos desarrollos en el modelo de capas nuclear, en particular el método macroscópico-microscópico para calcular diversas propiedades de los núcleos y extrapolarlas a núcleos desconocidos. El modelo de Thomas-Fermi de 1994 de Myers y Świątecki ofreció varios desarrollos nuevos, concretamente una solución a una anomalía en la curvatura nuclear.
También investigó un poco en la teoría del caos y sus implicaciones para la dinámica nuclear.

## Reconocimientos
En 1973, Świątecki se convirtió en miembro de la Real Academia Danesa de Ciencias y Letras. También fue miembro de la Academia Polaca de Artes y Ciencias. En reconocimiento a su trabajo, ganó la Medalla Marian Smoluchowski de 1990 de la Sociedad Física Polaca (por el que fue galardonado en 1989) y recibió un título honorífico de la Universidad Jaguelónica en Cracovia en 2000.